# Гришинская (Вельский район)
Гришинская — деревня в Вельском районе Архангельской области. Входит в состав муниципального образования «Попонаволоцкое» и является самым южным его населённым пунктом. Имеет второе местное неофициальное название Некрасиха.

## География
Деревня расположена в южной части Архангельской области, в таёжной зоне, в пределах северной части Русской равнины, в 121 километрах на север от города Вельска, на левом берегу реки Ваги при впадении в неё притока Устья. Ближайшие населённые пункты: на востоке, на противоположенной стороне реки деревня Власовская.
Часовой пояс
Гришинская, как и вся Архангельская область, находится в часовой зоне МСК (московское время). Смещение применяемого времени относительно UTC составляет +3:00.

## Население
| 2002 | 2010 | 2012 | 2014 |
| ---- | ---- | ---- | ---- |
| 9    | ↘1   | →1   | ↗2   |

## История
Указана в «Списке населённых мест по сведениям 1859 года» в составе Шенкурского уезда(1-го стана) Архангельской губернии под номером «2014» как «Гришинская(Некрасово)». Насчитывала 10 дворов, 41 жителя мужского пола и 37 женского.
В «Списке населенных мест Архангельской губернии на 1 мая 1922 года» поселение записано как дер.Гришинская, в которой уже 15 дворов, 62 мужчины и 75 женщин. В административном отношении деревня входила в состав Попонаволоцкого сельского общества Благовещенской волости Шенкурского уезда.